# Giuseppe De Martini
Giuseppe De Martini (Thiesi, 1912 – Mali Scindeli, 8 marzo 1941) è stato un militare italiano, insignito della medaglia d'oro al valor militare alla memoria nel corso della seconda guerra mondiale.

## Biografia
Nacque a Thiesi, provincia di Sassari, nel 1912, figlio di Giovanni e Paola Spano. 
Conseguì la maturità classica presso il Liceo di Sassari, e poi iniziò a frequentare la Regia Accademia Militare di Fanteria e Cavalleria di Modena uscendone nell'ottobre 1934 con il grado di sottotenente dell'arma di fanteria assegnato agli alpini. Frequentata la Scuola di applicazione a Parma fu destinato a prestare servizio presso il battaglione alpini "Vicenza" del 9º Reggimento alpini dove conseguiva la promozione a tenente dal 1º ottobre 1936. Tre anni più tardi, al comando della 61ª Compagnia, partì per l'Albania sbarcando a Durazzo il 14 aprile 1939, nel corso delle operazioni per l'occupazione del Paese. Rimasto in Albania, dopo l'inizio della guerra con la Grecia, si distinse nel corso delle operazioni belliche, tanto da venire decorato con una medaglia d'argento al valor militare. Cadde in combattimento a Mali Scindeli l'8 marzo 1941, e fu insignito della medaglia d'oro al valor militare alla memoria.

### Fonti
1. ↑  Gruppo Medaglie d'Oro al Valore Militare 1965, p. 588.
2. ↑  Combattenti Liberazione.
3. 1 2 3 4  Bianchi, Cattaneo 2011, p. 288.
4. ↑  Bianchi, Cattaneo 2011, p. 287.
5. ↑   De Martini Giuseppe, su quirinale.it, Presidenza della Repubblica Italiana. URL consultato il 19 luglio 2020.
6. ↑  Registrato alla Corte dei conti addì 12 marzo 1943, registro n.11 guerra, foglio 37.